# Rafael Salgado Torres
Rafael Salgado Torres (La Coruña, 23 de octubre de 1914-Ibidem, 20 de septiembre de 1987), fue un político gallego, concejal en el Ayuntamiento de La Coruña, alcalde del municipio de Bergondo, procurador en Cortes por la provincia de Coruña y consejero nacional del Movimiento.

## Biografía
Profesionalmente fue profesor mercantil. Políticamente fue uno de los primeros militantes de Falange de La Coruña. Tras el golpe de Estado del 18 de julio de 1936, fue jefe local de Milicias de Coruña e ingresó en el ejército franquista como alférez provisional.  
Al terminar la guerra civil fue nombrado delegado provincial de Información e Investigación de la FET y de las JONS de La Coruña (1943) y posteriormente concejal en el Ayuntamiento de dicha ciudad. En marzo de 1948 fue nombrado delegado del gobierno en el municipio de Bergondo, permaneciendo como alcalde de dicho municipio hasta el 4 de enero de 1956. 
En 1958 fue elegido procurador en Cortes, permaneciendo en el cargo hasta 1971. Asimismo fue designado consejero nacional del Movimiento. También fue presidente del Instituto Nacional de Previsión de Coruña. 
En el ámbito deportivo y social  fue presidente del Club Deportivo de la Coruña (1952-53) y del Aéreo Club.

## Vida personal
Se casó con María del Carmen Abelenda Regueiro,  nieta de Carmen Pumpido Puga. Hermano de Enrique Salgado Torres, también destacado falangista coruñés, que fue director general de Vivienda.